# Lycaena gunderi
Lycaena gunderi är en fjärilsart som beskrevs av Rudkin 1933. Lycaena gunderi ingår i släktet Lycaena och familjen juvelvingar. Inga underarter finns listade i Catalogue of Life.